# Данкмарсхаузен
Данкмарсхаузен (нем. Dankmarshausen) — община в Германии, в земле Тюрингия. Входит в состав района Вартбург. Подчиняется управлению Берка/Верра. Население составляет 1067 человек (на 31 декабря 2010 года). Занимает площадь 11,19 км².